# Chao Ming-ťin
Chao Ming-ťin (čínsky pchin-jinem Hǎo Míngjīn, znaky 郝明金; * prosinec 1956) je čínský právník a politik. Vystudoval historii, poté přednášel na Šantungské univerzitě. Roku 1996 přešel na místo místopředsedy šantungského provinčního soudu, v letech 2007–2017 byl náměstkem ministra kontroly. Vstoupil do Čínského sdružení pro demokratickou národní výstavbu a postoupil mezi celostátně významné politiky jako jako místopředseda (2012–2017) a předseda (od 2017) ústředního výboru sdružení, člen stálého výboru celostátního výboru Čínského lidového politického poradního shromáždění (2013–2018) a místopředseda stálého výboru Všečínského shromáždění lidových zástupců (parlamentu, od 2018).

## Život
Chao Ming-ťin se narodil v prosinci 1956 v okrese Ťia-siang na jihozápadě provincie Šan-tung. V letech 1971–1978 pracoval na poště v Che-ce a Liang-šanu v Šan-tungu, v letech 1978–1982 studoval historii na Šantungské pedagogické univerzitě, následující tři roky strávil studiem světových dějin na Severovýchodní pedagogické univerzitě, studium zakončil ziskem magisterského titulu. Od roku 1985 vyučoval na Šantungské univerzitě, naposled jako docent a proděkan právnické fakulty; v letech 1989–1990 absolvoval stáž na Grambling University v USA. Roku 1996 odešel z univerzity do funkce místopředsedy šantungského provinčního lidového soudu. Počínaje rokem 1998 byl opakovaně (v letech 2003, 2008 a 2013) vybírán mezi členy celostátního výboru Čínského lidového politického poradního shromáždění. V letech 2001–2004 při zaměstnání absolvoval postgraduální studium na právnické fakultě Čínské univerzity politických věd a práva a získal titul doktora práv. Roku 2004 vstoupil do Čínského sdružení pro demokratickou národní výstavbu, jedné z menších politických stran Čínské lidové republiky.
Roku 2007 byl z šantungského provinčního soudu přeložen na ministerstvo kontroly na místo náměstka ministra. Koncem roku byl zvolen členem stálého výboru ústředního výboru Čínského sdružení pro demokratickou národní výstavbu. V prosinci 2012 byl sjezdu sdružení zvolen místopředsedou jeho ústředního výboru. Od března 2013 do března 2018 byl současně členem stálého výboru celostátního výboru Čínského lidového politického poradního shromáždění. Od roku 2016 vykonával funkci výkonného místopředsedy ústředního výboru Čínského sdružení pro demokratickou národní výstavbu. Začátkem roku 2017 rezignoval na funkci náměstka ministra kontroly a soustředil se na práci ve sdružení. V prosinci 2017 byl na dalších sjezdu sdružení zvolen předsedou jeho ústředního výboru a, stejně jako jeho předchůdci, v březnu 2018 byl zvolen i místopředsedou stálého výboru Všečínského shromáždění lidových zástupců. V prosinci 2022 a březnu 2023 byl znovuzvolen do čela sdružení, resp. do místopředsednické funkce ve shromáždění.